# Daniel Reyes Buenaño
Daniel Reyes Buenaño (Lima, 12 de diciembre de 1987) es un futbolista peruano. Juega de arquero y su equipo actual es Juan Aurich de la Liga 2. Tiene 37 años.

## Trayectoria
Comenzó su carrera futbolística en las canteras del Club Alianza Lima. En el 2007 disputó el Sudamericano Sub-20 de Paraguay con la selección peruana. Al año siguiente pasó al Club Deportivo Walter Ormeño de Cañete, con el que jugó la Copa Perú. Luego pasó al Deportivo Aviación de la Segunda División, donde fue titular en algunos partidos pero no tuvo mucha continuidad. Estuvo en ese equipo hasta diciembre del 2008.

### Alianza Atlético
En enero de 2009 se enroló en el Alianza Atlético en el que fue suplente del argentino Pablo Lanz, además de competir el puesto con Carlos Cáceda, llegó hasta los octavos de final de la Copa Sudamericana 2009 en el 2011 tuvo más oportunidades en el arco piurano siendo considerado junto a Israel Kahn los mejores del equipo, lamentablemente a final de temporada descendió de categoría. a este club volvió en el 2016.

### José Gálvez
En el 2012 fue confirmado con el número 1 del recién ascendido José Gálvez donde tuvo destacadas actuaciones al año siguiente comparte el puesto con Fischer Guevara ese año vuelve a descender de categoría.

### UTC
Al año siguiente jugó por UTC de Cajamarca alternando con Daniel Ferreyra en el Campeonato Descentralizado 2014 y siendo su suplente en la Copa Sudamericana 2014. A mediados de ese año fue voceado para regresar a Alianza Lima para reemplazar al lesionado Manuel Heredia, finalmente ese fichaje no se realizó.

### Unión Comercio
A inicios del 2015 fue confirmado como refuerzo del Unión Comercio para pelearle el puesto a Banana Ruiz. 

### Carlos Mannucci
A mediados del 2015 se fue al Carlos A. Mannucci de la Segunda División club al que ayudó a no descender.

### Los Caimanes
Por todo el 2017 jugó por Los Caimanes, club donde peleó por no descender, cumpliendo su objetivo a final de año.

### Deportivo Coopsol
Para el 2018 ficha por Deportivo Coopsol de la Segunda División del Perú.

## Selección nacional
Ha sido internacional con la Selección de fútbol del Perú, con la que disputó el Campeonato Sudamericano Sub-20 de 2007 en Paraguay.

## Clubes
| Club                             | País | Año       |
| -------------------------------- | ---- | --------- |
| Alianza Lima                     | Perú | 2007      |
| Walter Ormeño                    | Perú | 2008      |
| Deportivo Aviación               | Perú | 2008      |
| Alianza Atlético                 | Perú | 2009-2011 |
| José Gálvez                      | Perú | 2012-2013 |
| Universidad Técnica de Cajamarca | Perú | 2014      |
| Unión Comercio                   | Perú | 2015      |
| Carlos A. Mannucci               | Perú | 2015      |
| Alianza Atlético                 | Perú | 2016      |
| Los Caimanes                     | Perú | 2017      |
| Deportivo Coopsol                | Perú | 2018      |
| Comerciantes Unidos              | Perú | 2019      |
| Pirata                           | Perú | 2020      |
| Deportivo Coopsol                | Perú | 2022      |
| Juan Aurich                      | Perú | 2022 -    |

## Palmarés

### Campeonatos nacionales
| Título          | Club        | País | Año  |
| --------------- | ----------- | ---- | ---- |
| Copa Federación | José Gálvez | Perú | 2012 |

### Distinciones individuales
| Distinción                                    | Año  |
| --------------------------------------------- | ---- |
| Equipo ideal de la Liga 2 según Dechalaca.com | 2020 |